# Grauwe abeel
De grauwe abeel (Populus ×canescens, in het verleden ook wel grijsachtige populier) is een populier uit de sectie Leuce en de subsectie Albidae (abelen). De grauwe abeel wordt wel beschouwd als een kruising van de witte abeel (Populus alba) en de ratelpopulier (Populus tremula). De plant komt voor in Klein-Azië en in Zuid- en Midden-Europa. In Nederland wordt de boom al heel lang aangeplant. 

## Beschrijving
De boom kan tot 35 m hoog worden en vormt een dichte kroon met grillig gevormde takken. De bast blijft lang glad en lichtgrijs tot donkergrijsgroen. Bij oude bomen is de dan donker geworden schors netvormig gegroefd, die vaak patronen van ogen vormen. De boom wordt dan ook wel ogen- of oogjesboom genoemd. De twijgen zijn licht behaard. De knoppen zijn roodbruin en alleen aan de basis behaard. Eindknoppen zijn groter dan de zijknoppen. De 7-8 cm grote, driehoekig tot rondachtige grof getande bladeren zijn afwisselend geplaatst. Ze hebben bij het uitlopen in april een zilverachtige grauwgroene kleur, later is de bovenkant glanzend groen en de onderkant viltig grijsgroen tot kaal bruingroen. De bladstelen zijn zijdelings, licht afgeplat en 5 cm lang. In de herfst kleuren de bladeren goudgeel tot geel. De boom heeft een krachtige, oppervlakkige en verspreide wortelgroei. Daarom mogen ze niet dicht bij huizen, wegen en leidingen geplant worden. De wortels kunnen door zachte muren en gaatjes in muren groeien. Ook wegen en leidingen kunnen opgedrukt worden door de wortel. Moderne muren en wegen bieden genoeg weerstand.
De grauwe abeel is tweehuizig (er zijn aparte mannelijke en vrouwelijke bomen) en bloeit in Nederland begin februari. De bloeiwijze is een hangend, 3-4 cm lang katje dat meestal voor het uitlopen van het blad verschijnt. Mannelijke bloemkatten hebben acht tot vijftien  roodpaarse meeldraden. Ze vallen spoedig af als ze hun werk hebben gedaan (stuifmeel afgeven). Dit geschiedt door de wind (windbestuiving).
De vrouwelijke katjes blijven na de bestuiving tot in mei en juni hangen. Dan springt de doosvrucht open en komt het 3 × 1 mm grote zaad vrij. Het is omgeven door donzig pluis en voert ver op de wind mee. Sommige bomen produceren zoveel pluis dat het lijkt of het sneeuwt. Mensen kunnen voor dit pluis allergisch zijn. Daarom bestaan de meeste rassen uit alleen maar mannelijke bomen. Lang niet alle pluis bevat een zaadje. Een boom wordt vruchtdragend na circa vijftien jaar.
De grauwe abeel is makkelijker vegetatief te vermeerderen op de onderstam van de witte abeel, maar heeft dan wel last van wortelopslag. Bij vermeerdering via zomerstek, wortelstek of wortelopslag treedt minder opslag op.

## Rassen
In Nederland worden de volgende rassen aangeplant:
- Bunderbos, vrouwelijke bomen
- De Moffart, mannelijke bomen
- Enniger (ook wel Limbricht), mannelijke bomen
- Honthorpa, mannelijke bomen
- Schubu, mannelijke bomen
- Witte van Haamstede, vrouwelijke bomen

## Toepassingen
De grauwe abeel is windvast en wordt vooral gebruikt voor rijbeplantingen langs wegen en brede straten. Ook komt de boom in de binnenduinen voor. Zie ook populierenteelt.

## Ziekten
De grauwe abeel heeft een goede weerstand tegen de populierenroest Melampsora larici-populina.

## Trivia
Na de Bijlmerramp werd in de Bijlmer een grauwe abeel, die de vliegtuigcrash en de daarop volgende brand op de rampplek had overleefd, een herdenkingsplaats rond "de boom die alles zag". Deze benaming verwijst tevens naar zijn bijnaam ogen- of oogjesboom; ze maakt deel uit van het monument Het groeiend monument.

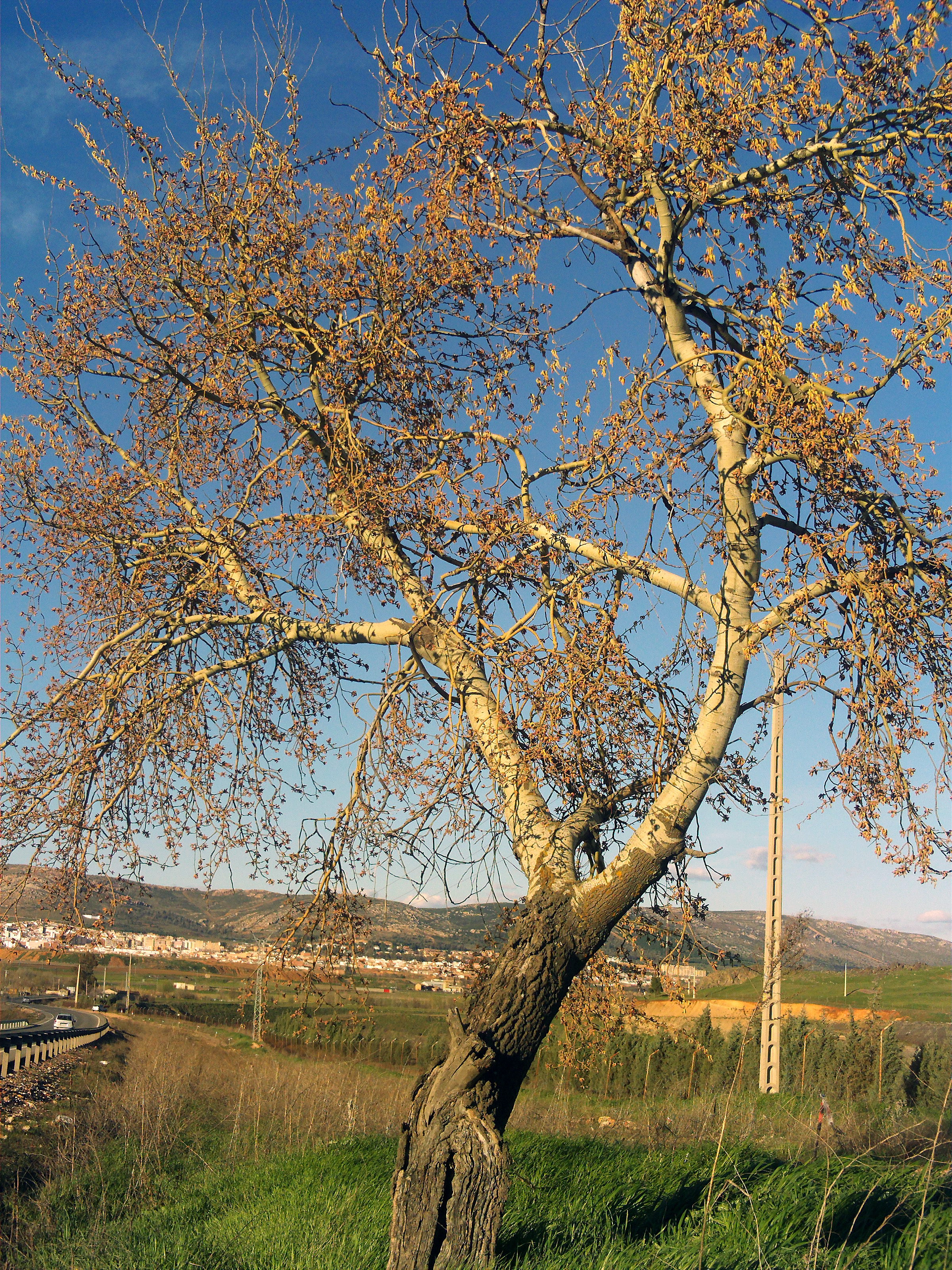
Boom in Dehesa Boyal de Puertollano (Spanje)
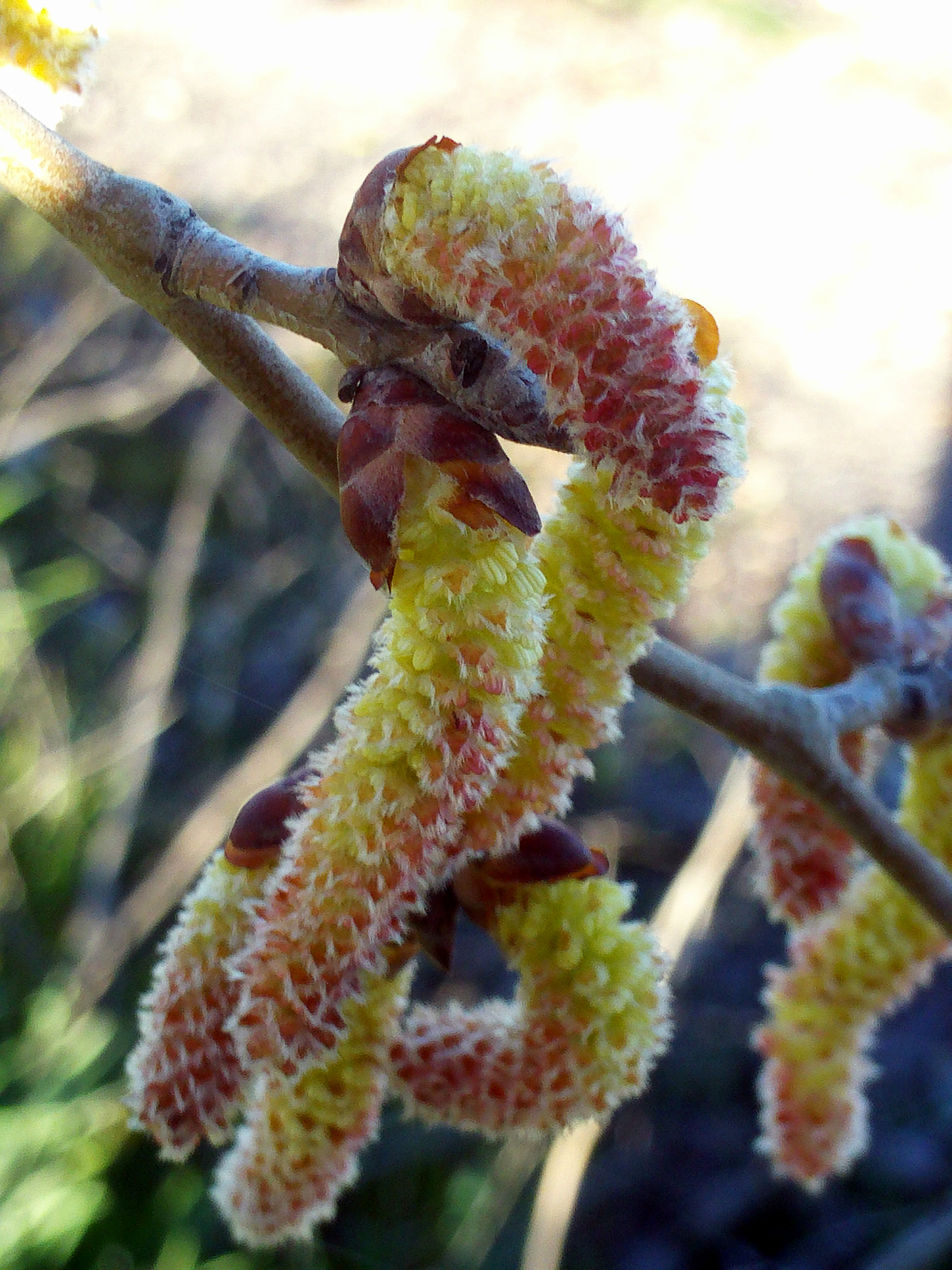
Mannelijke katjes
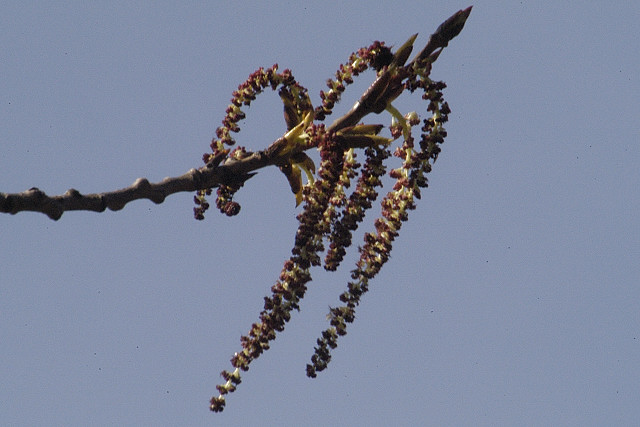
Twijg met katjes
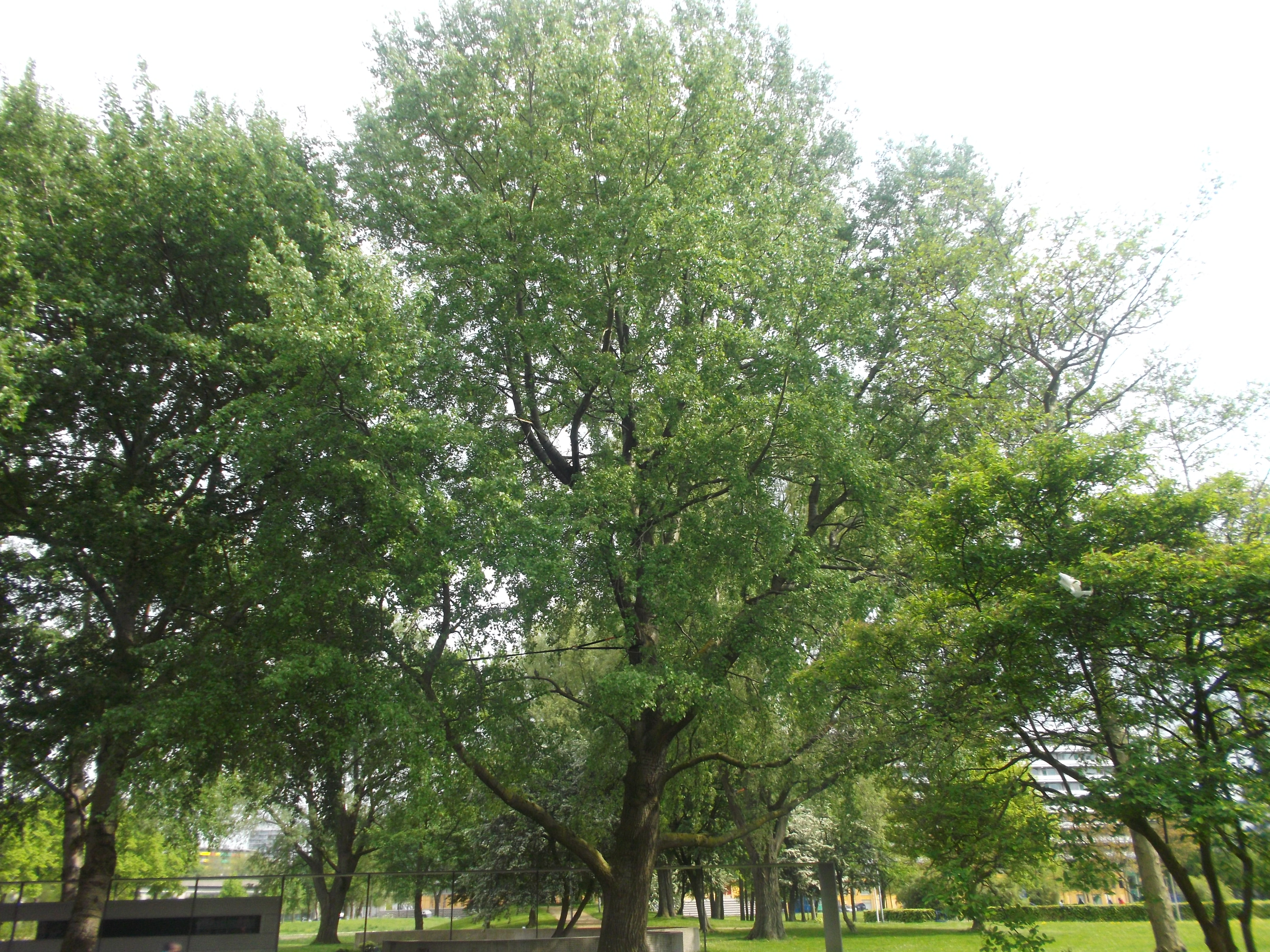
Grauwe abeel bij Bijlmermonument